# 3 dana
3 dana antiratni je dugometražni bosanskohercegovačko-hrvatski dokumentarni film o Domovinskom ratu. Proizveo ga je Kadar iz Širokog Brijega u suradnji s Maxima Filmom iz Zagreba, Olimp Productionom iz Zagreba, Ero-m, BHRT-om i KVK Amaterom iz Širokog Brijega.

## Sadržaj
Film govori o zaustavljanju tenkova JNA u Pologu 7. svibnja 1991. godine i prikazuje događaje 7., 8. i 9. svibnja 1991. godine. Prikazana je složenost situacije. Kroz izjave sudionika događaja vidi se cijeli spektar problema, sukoba s pretpostavljenima, s običnim prosvjednicima koji su pod velikim adrenalinom bili spremni svoje živote ostaviti pod tenkovskim gusjenicama. Prikazuje strahove vojnika raznolika nacionalnog sastava svjesnih da su dobili bojno streljivo kojima stižu informacije da će morati upotrijebiti vatreno oružje, sami ne znaju kud i kamo će s tim, dok ispred njih stoje goloruki civili. Iznesena su svjedočanstva i osjećaji vojnika i visokih oficira JNA, političkih dužnosnika SFRJ, običnih građana, svećenika, policajaca. Kaos, neizvjesnost, dvojbe prikazane su kroz igrane prizore, izjave, radijska i novinska izvješća. Prikazano je mimoilaženje u zapovjednom lancu JNA, verbalni sukobi.

## Tehničke osobine
Snimljen je u boji. Format projekcije je digital beta. Zvuk je stereo. Sustav je PAL. Formati snimanja su DV PROFESSIONAL, SVHS, UMATIC, BETA SP, a format za apliciranje DVD.

## Nagrade
Nagrađen je na Mediteranskom filmskom festivalu u Širokom Brijegu 2011., Danima hrvatskog filma u Orašju 2011., Uskopaljskim jesenima u Uskoplju 2011. i 5. Danima filma u Mostaru 2011.

## Vanjske poveznice
- YouTube - kanal KVK Amater 3 dana - službeni trailer
- YouTube - kanal Kadar film and video production 3 dana / dokumentarni film  - cijeli film